# Jestem przy tobie
Jestem przy tobie (hindi Main hoon na, Devanagari: मैं हूँ ना, ang. I'm Here Now, niemiecki "Ich bin immer für dich da") jest indyjskim filmem fabularnym wyprodukowanym w Bollywood. Jest to drugi, po Czasem słońce, czasem deszcz film indyjski wprowadzony do dystrybucji w polskich kinach.
„Jestem przy tobie" jest debiutem reżyserskim Farah Khan, znanej do tej pory jako choreograf.

## Fabuła
Ram (Shah Rukh Khan) jest najlepiej wyszkolonym oficerem armii indyjskiej. W trakcie akcji terrorystów ginie jego ojciec, zasłaniając sobą generała głównodowodzącego Armii Indyjskiej (Kabir Bedi) przed kulami ich bezwzględnego przywódcy Raghavana - wroga pojednania między Indiami a Pakistanem (Sunil Shetty). Umierając, prosi syna, by odszukał brata, o którego istnieniu dotąd nie wiedział, i sprowadził go do rodzinnego domu. Jednocześnie Ram otrzymuje tajną misję: musi udać się do Górzystego Darjeelingu i tam jako student uczelni St. Paul chronić przed atakiem terrorystów, studiującą tam córkę generała. Już na miejscu Ram zakochuje się w oszałamiająco pięknej nauczycielce chemii - pani Chandni (Sushmita Sen).

## Obsada
- Shahrukh Khan – mjr Ram Prasad Sharma
- Sushmita Sen – panna Chandni
- Sunil Shetty – terrorysta Raghavan
- Zayed Khan – Lakshman "Lucky" Prasad Sharma
- Amrita Rao – Sanjana
- Kabir Bedi – gen. Bakshi
- Naseeruddin Shah – bryg. Shekhan Sharma
- Satish Shah – prof. Rasai
- Boman Irani – dyrektor koledżu St. Paul

## Nagrody
- Indie 2005 – nagroda Filmfare Award (najlepsza muzyka)
- 3 nagrody Screen Weekly Awards (najlepszy debiut reżyserski, najlepsza muzyka, najlepsza kampania reklamowa)
- 6 nagród Global Indian Film Award (najlepszy film, reżyseria, scenografia, najlepszy aktor w negatywnej roli, najlepszy film akcji, najlepszy głos męski)